# Gerhardt Moswitzer

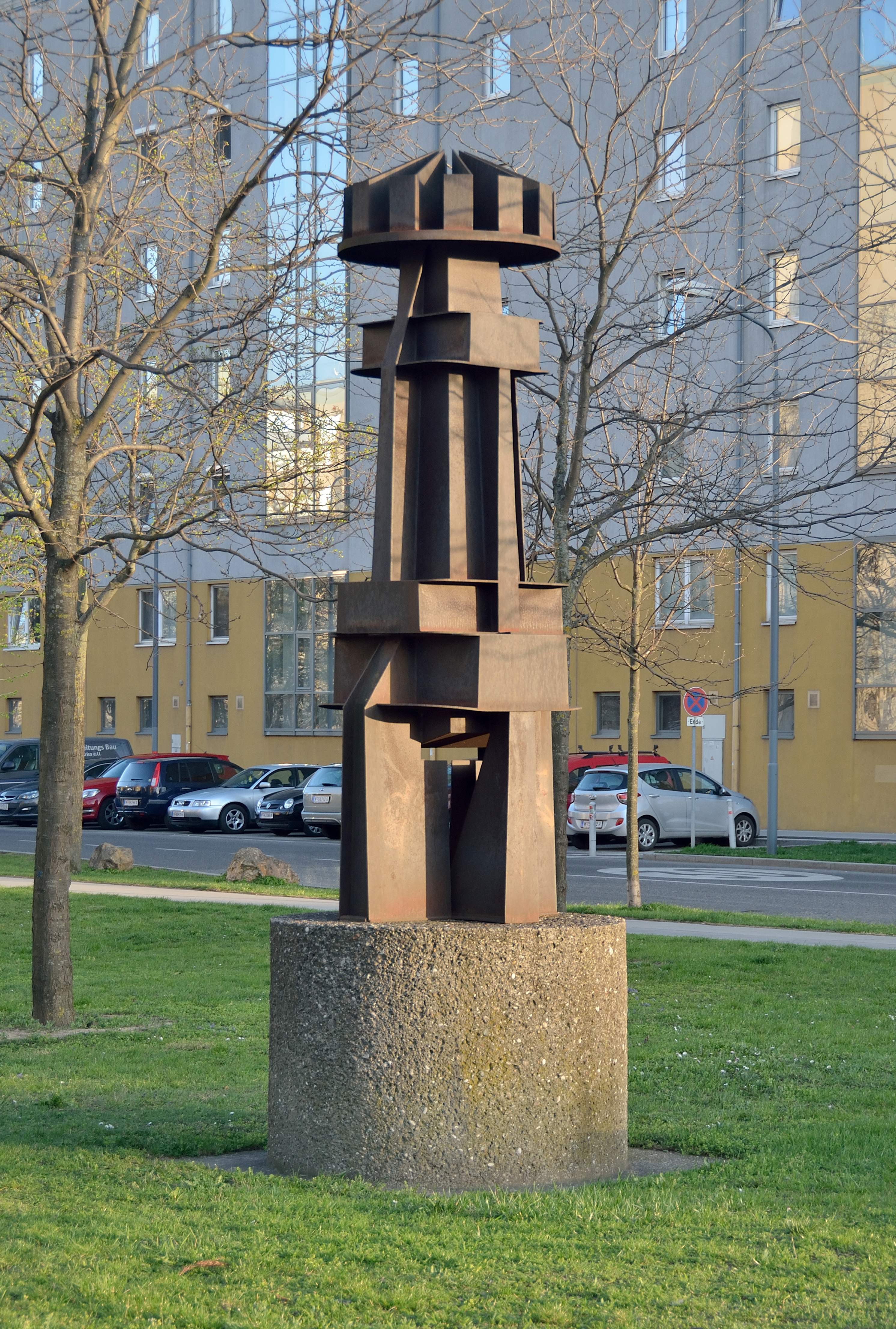
Stahlplastik Königin (1973, Wien-Simmering)

Gerhardt Moswitzer, auch Hewiach (* 2. Juli 1940 in Maria Lankowitz, Steiermark; † 19. März 2013 in Wien), war ein österreichischer Bildhauer (Metallplastiker) und Medienkünstler.

## Leben
Moswitzer absolvierte von 1955 bis 1959 eine Werkzeugmacherlehre in Voitsberg. Anschließend besuchte er von 1959 bis 1961 als außerordentlicher Schüler der Bundeslehranstalt für das Baufach und Kunstgewerbe in Graz die dortige Fachschulklasse für Gebrauchsgrafik und Bildhauerei.
Ab 1961 unternahm Moswitzer Studienreisen nach Paris, Italien und Spanien. Er war als freischaffender Künstler tätig und errichtete 1961/1962 eine improvisierte Wohn-Werkstätte in einer Lehmgrube in Kowald, wobei ihn sein Mentor Gottfried Fabian unterstützte. 1962 trat Moswitzer der Sezession Graz bei. 1974 zog er nach Wien und arbeitete in einem Staatsatelier in Krieau. Er wurde Mitglied der Wiener Secession und 1977 Gründungsmitglied der Grazer Vereinigung „Gruppe 77“, die sich von der Grazer Sezession abgetrennt hatte. Zudem gehörte er dem Forum Stadtpark an. In den 1970er Jahren reiste er mehrfach in die Vereinigten Staaten und 1995 nach Brasilien.

## Werkschaffen

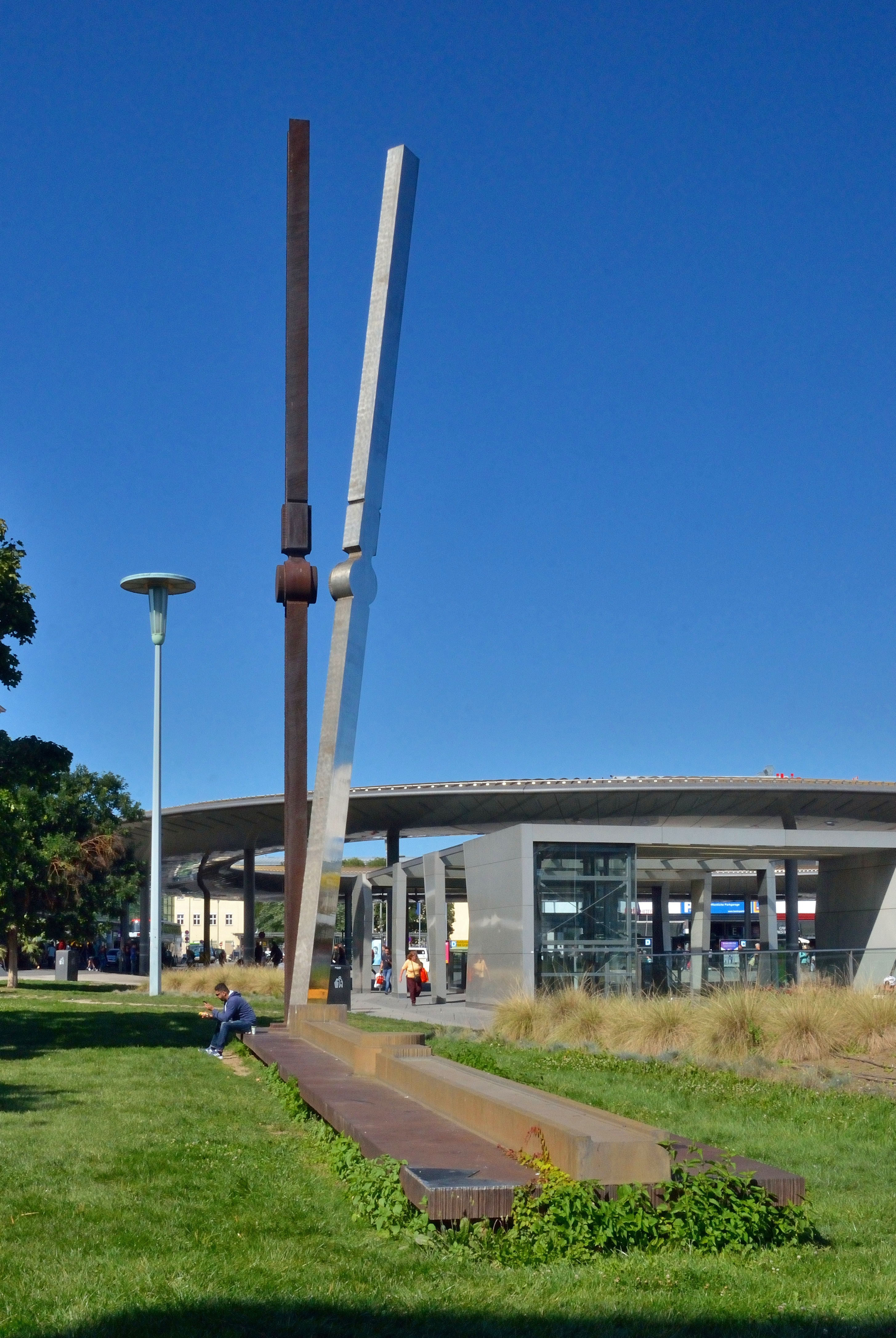
Mahnmal zur Erinnerung an die Ereignisse im Jahre 1934 (1984, Europaplatz, Graz)

Moswitzer erarbeitete Objekte aus Metall und aus digitaler Struktur. Er machte abstrakte Fotografie, Videos und Filme. Er komponierte experimentelle Musik, digitale Sounds und digitale Hörbilder.

### Bildhauerei
Während Moswitzer zu Beginn seiner bildhauerischen Tätigkeit noch Montagen aus Holz und Stein bzw. Holz und Eisen schuf, arbeitete er ab 1962/1963 für einige Jahre ausschließlich mit Stahl, Aluminium und Buntmetallen. Dabei setzte er eine geometrisch-abstrakte, maschinenhafte Formensprache ein. Seine Skulpturen bereitete er mit grafischen Entwürfen vor. Ab 1970 verwendete er auch andere Materialien wie Plexiglas, Spiegel oder Rosenöl, gleichzeitig wurde sein Stil strenger und minimalistisch. Moswitzers Gesamtwerk entwickelte sich in Zyklen, so schuf er Stäbe und Säulen (1963–1977), Turbinenskulpturen (1965/1966) und Königs- und Häuptlingsskulpturen (1968–1977), welche Schachfiguren ähneln. Eine zentrale Stellung nimmt sein Projekt Der König + sein Spiel ein, an dem er von 1972 bis 1977 arbeitete und aus dem eine gleichnamige retrospektive Installation (3 × 9 × 9 m) für das Künstlerhaus Graz und das Museum für angewandte Kunst entstand. In den 1980er Jahren gestaltete er insbesondere Schachtel- und Rahmenskulpturen. Das von Moswitzer geschaffene „Mahnmal zur Erinnerung an die Ereignisse im Jahre 1934“, bestehend aus drei 17 Meter hohen Säulen, wurde 1984 am Grazer Europaplatz am Hauptbahnhof aufgestellt.

### Medienkunst
In Moswitzers Spätwerk dominiert seine Arbeit als Medienkünstler. Ab 1982 schuf er abstrakte Foto-, ab 1985 Video- und ab 1997 Computerarbeiten, die er „Digitale Skulpturen“ nannte. 1982 entstand seine erste Vinyl-Langspielplatte bzw. „Soundskulptur“ unter dem Titel Hewiach-ch-kch-chr-yiiiiiii-tsch. Sie enthielt experimentelle Musik, die er einem präparierten Saxophon und Stimme einspielte. Im Folgejahr erschien eine weitere Platte (SCHiiiiiii & TSCHWL-WOU) sowie Hörbilder. Am Computer schuf er digitale Sounds,  Webcamshoot-Tracks und audiovisuelle Animationen, die er unter dem Label Hewiach präsentierte. Seine von experimenteller Musik begleiteten Animationen mit dem Titel Neun digitale Skulpturen wurden im Jahr 2000 bei der Veranstaltung „cultural sidewalk“ im Wiener Semperdepot als großflächige Projektion gezeigt.

## Ausstellungen
- 1970 Vertretung Österreichs mit 58 Werken bei der XXXV. Kunstbiennale in Venedig
- 1974, 1999 Kulturhaus der Stadt Graz (mit Katalog)
- 1977, 1988/1989 Joanneum, Neue Galerie Graz
- 1989 Kunsthalle Budapest
- 1991 Museum der Moderne Salzburg (Rupertinum), Salzburg[2]

## Auszeichnungen
- 1966 Preis der Theodor-Körner-Stiftung
- 1972 Sandoz-Preis
- 1978 Würdigungspreis für bildende Kunst des Bundesministeriums für Unterricht und Kunst
- 1981 Preis der Stadt Wien für Bildhauerei
- 1987 Würdigungspreis des Landes Steiermark für bildende Kunst
- 1998 Josef-Krainer-Preis